# Face nord de l'Eiger
Cet article concerne la grande paroi. Pour le livre, voir La Face nord de l'Eiger. Pour le film, voir Duel au sommet.

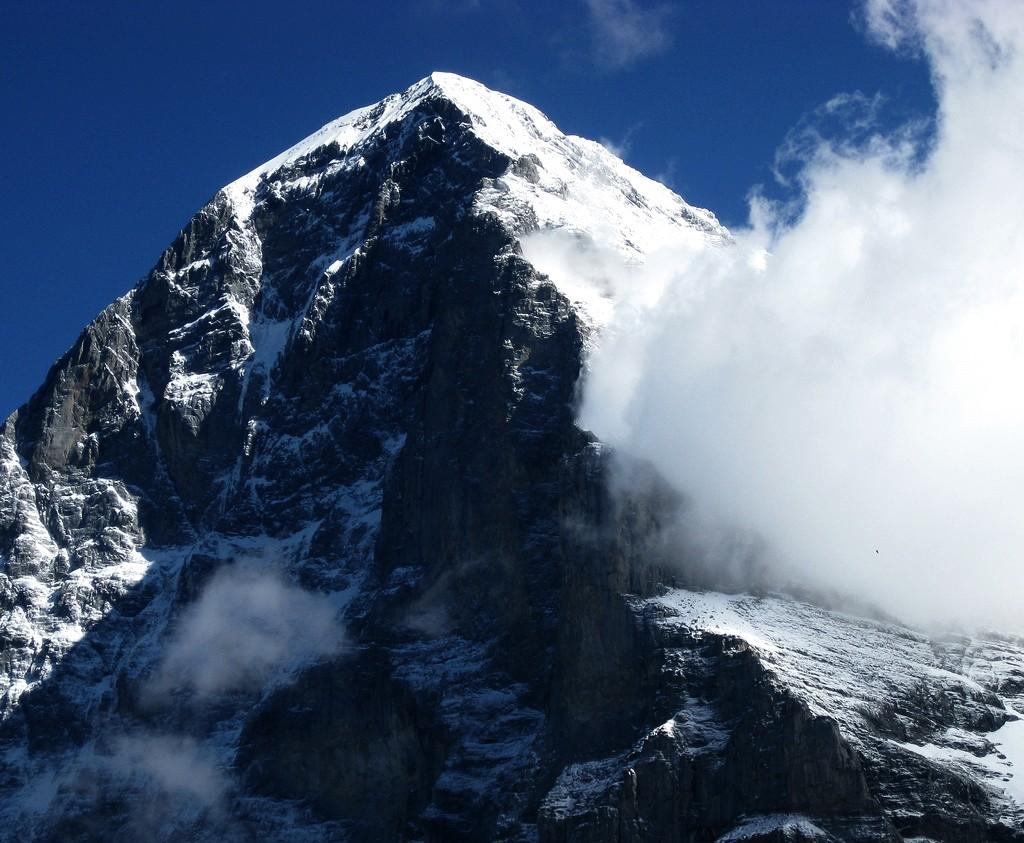
La face nord de l'Eiger

La face nord de l'Eiger, dans l'Oberland bernois, est l'une des trois grandes faces nord des Alpes, avec celles du Cervin et des Grandes Jorasses. De la base de la paroi jusqu'au sommet de l'Eiger (3 970 m), sa dénivellation, à défaut d'atteindre les 1 800 mètres souvent avancés (notamment, par l'un de ses premiers vainqueurs), ne compte pas moins de 1 600 mètres. Avec les faces nord du Cervin et des Grandes Jorasses, elle a constitué pour l'alpinisme l'un des « trois derniers problèmes des Alpes », et le dernier résolu.

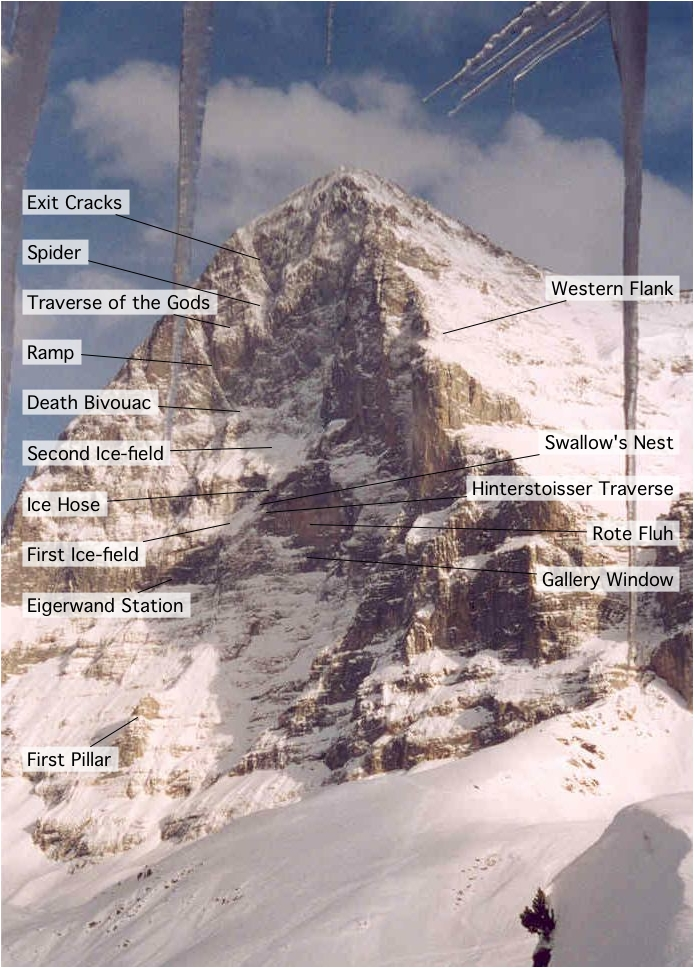
Diagramme de la face nord de l'Eiger

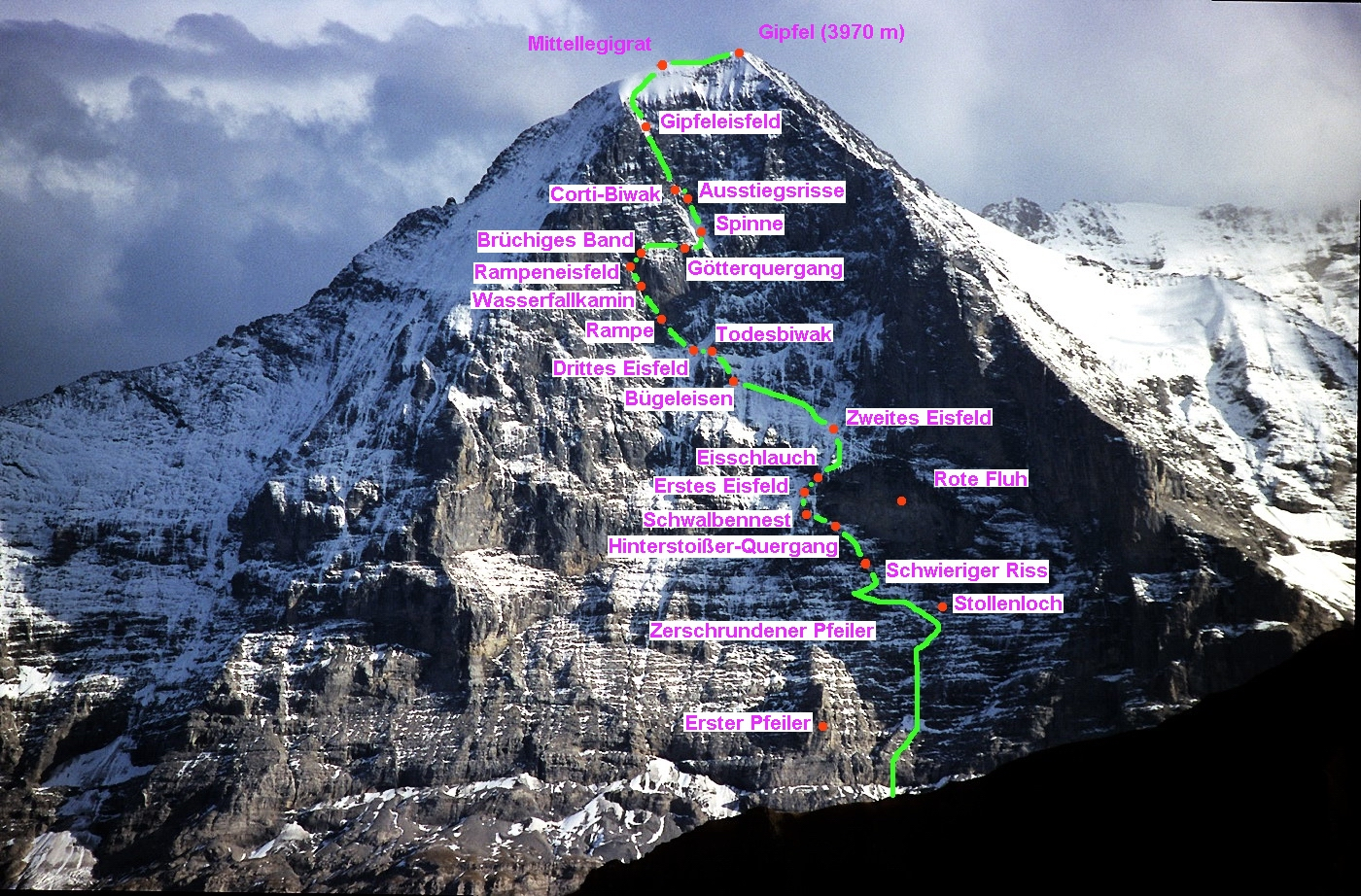
La voie Heckmair

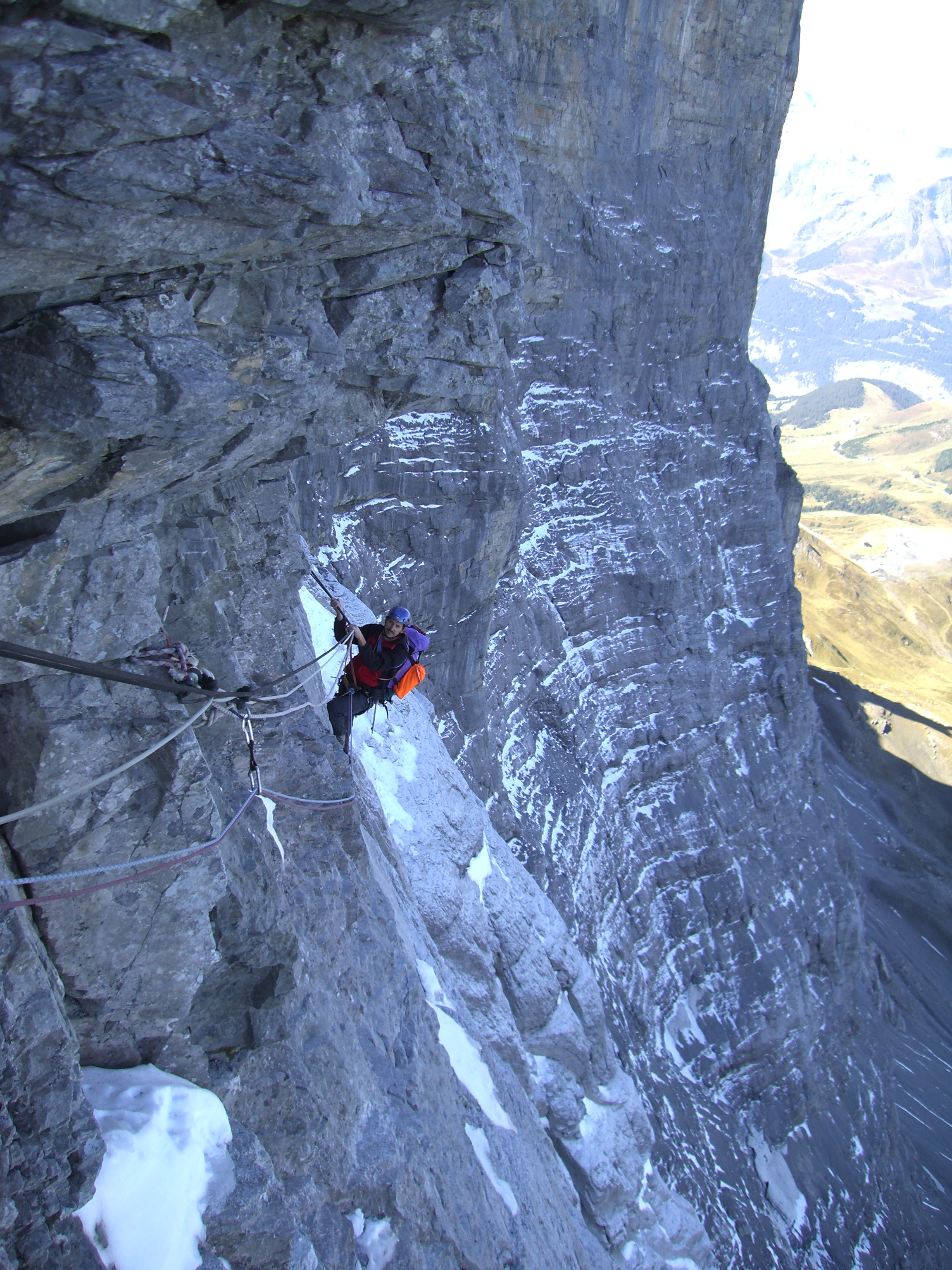
La traversée Hinterstoisser

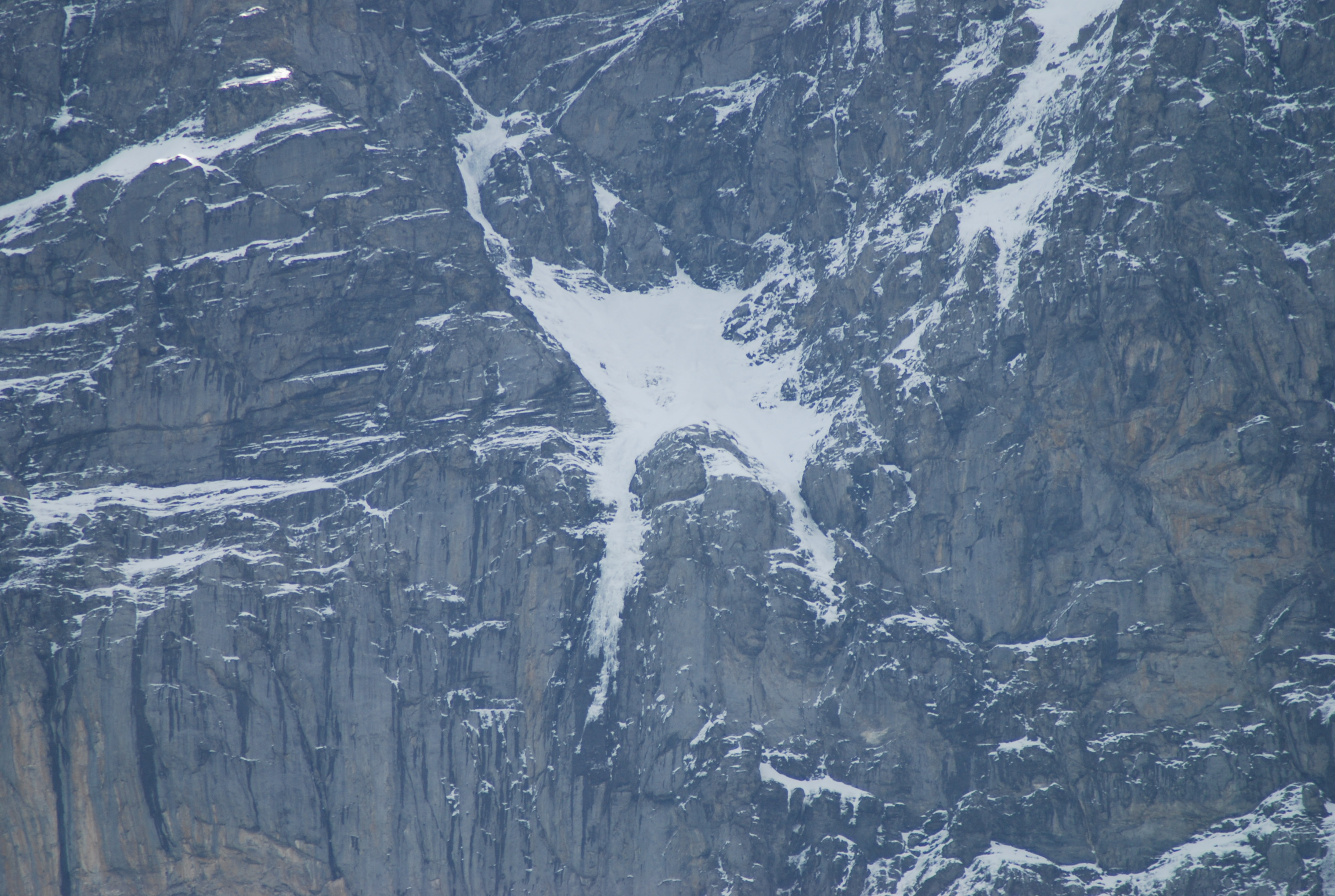
Le névé de l'araignée

## Premières ascensions
- Première : 21 juillet 1938  au 24 juillet 1938  par Anderl Heckmair, Ludwig Vörg, Heinrich Harrer et Fritz Kasparek.
  - seconde ascension :  14 au 16 juillet 1947 par les français Louis Lachenal et Lionel Terray[4]
  - troisième ascension : 4 au 5 août 1947 par les suisses Hans Schlunegger (de), Karl Schlunegger et Gottfried Jermann[5]
  - quatrième ascension : 26 juillet 1950 par Leo Forstenlechner et Erich Wascak. Première en un (très long) jour avec bivouac au sommet.
  - cinquième ascension : 25 au 27 juillet 1950 Jean Fuchs, Marcel Hamel, Raymond Monney, et Robert Seiler.
  - sixième ascension :  22 au 23 juillet 1952 par Maurice Coutin  et Pierre Julien
  - septième ascension : 26 au 27 juillet 1952 par Sepp Larch et Karl Winter
  - huitième ascension : 26 au 28 juillet 1952 par Hermann Buhl et  Sepp Jöchler, Otto et Sepp Maag, Gaston Rébuffat, Jean Bruneau, Paul Habran, Pierre Leroux et  Guido Magnone
  - neuvième ascension : 6 au 8 août 1952 par Karl Lugmayer, Hans Ratay et Erich Vanis
  - dixième ascension : 14 au 15 août 1952 par Karl Blach & Jürgen Wellenkamp

- Première hivernale : 6 au 12 mars 1961 par Toni Hiebeler, Walter Almberger, Anderl Mannhardt et Toni Kinshofer (18ème ascension)
  - seconde hivernale en 1962 par une cordée italienne menée par Armando Aste (it).
- Première solitaire : 2 au 3 août 1963 par le guide suisse Michel Darbellay.
- Première féminine : 1er au 3 septembre 1964 par Daisy Voog (en) avec Werner Bittner, lors de la cinquantième ascension
- Première hivernale solitaire : 1978, Tsuneo Hasegawa suivi le lendemain par Ivano Ghirardini.

## Voies
- Chronologie :

- de 1932 à 1969 : 
1= Voie Lauper
2= Voie Heckmair
 3= Directissime Harlin
4= Pilier nord voie polonaise 
5= Pilier nord voie Messner
 6= Directissime japonaise
- de 1970 à 1988 : 
7= Directe du pilier ouest
8= Voie tchèque 
9= Voie tchèque II 
10= Les Portes du Chaos 
11= Westgrat (direct, 30 juillet 1980), 
12= Nordverschneidung 
13= Voie Knez
14= Voie Ochsner-Brunner
 15= Directissime idéale 
16= Spit verdonesque édenté 
17= Directissime Piola-Ghilini
 18= Hiebeler-Gedächtnisweg 
19= Voie slovène 
20= Eigersanction 
21= Gelber Engel 
22= Löcherspiel
- de 1991 à 2007 : 
23= Métanoïa 
24= Le Chant du Cygne 
 25= Yeti 
26= Symphonie de liberté 
27= La vida es silbar 
 28= Deep Blue Sea 
29= The Young Spider 
30= Griff ins Licht 
31= Directissime russe 
32= Magic Mushroom 
33= Paciencia

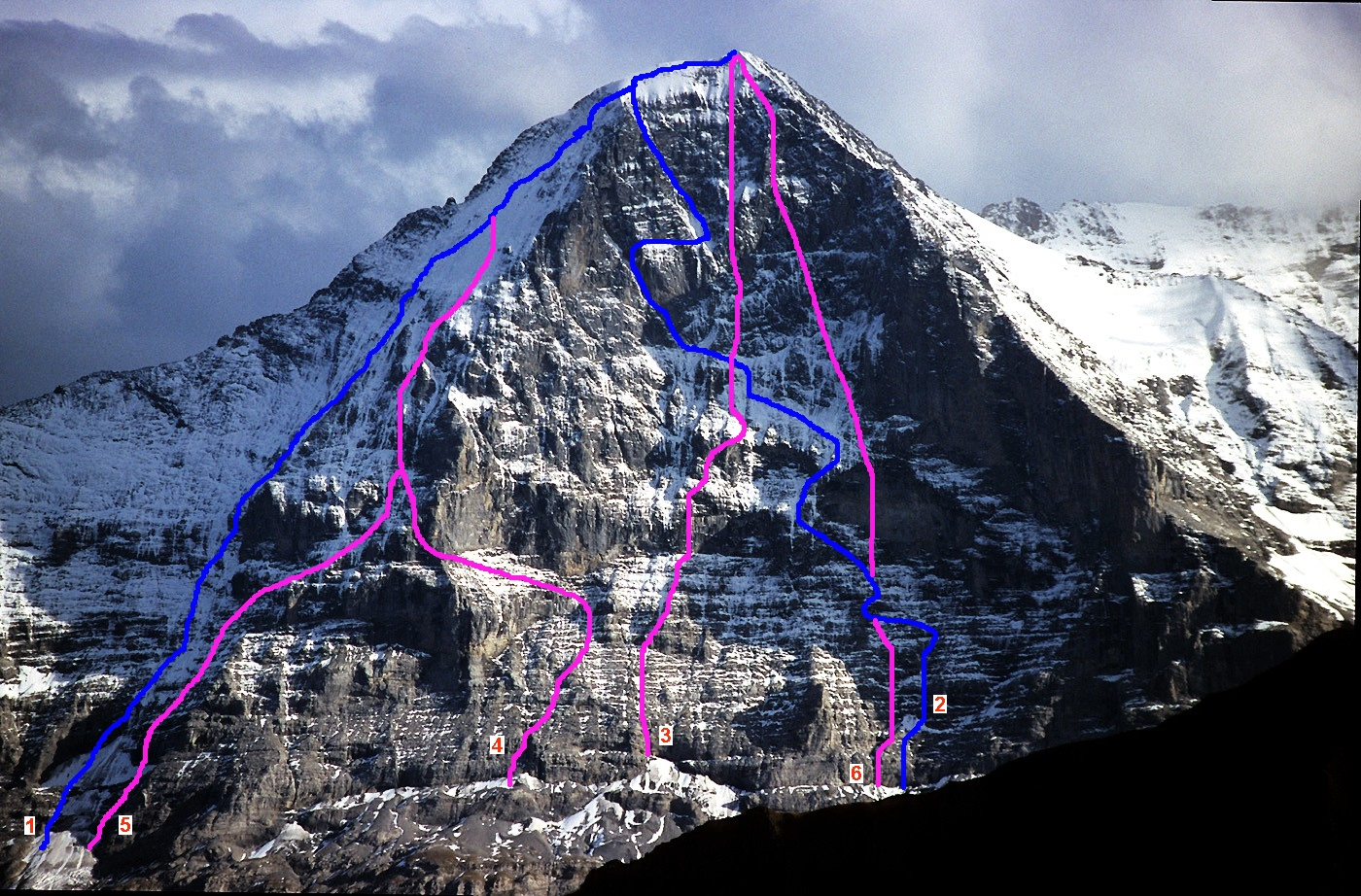
de 1932 à 1969 : 1= Voie Lauper 2= Voie Heckmair 3= Directissime Harlin 4= Pilier nord voie polonaise 5= Pilier nord voie Messner 6= Directissime japonaise
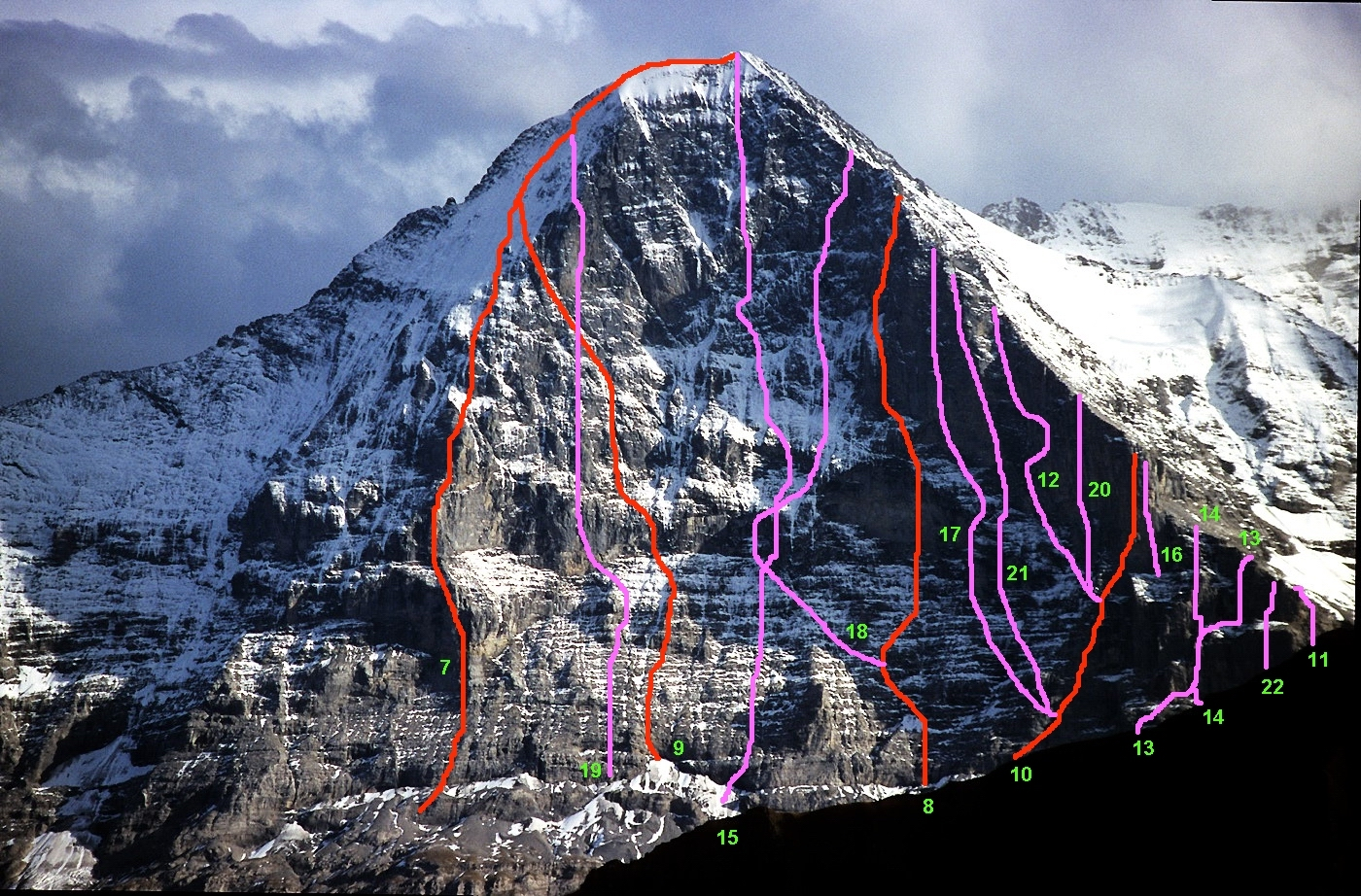
de 1970 à 1988 : 7= Directe du pilier ouest 8= Voie tchèque 9= Voie tchèque II 10= Les Portes du Chaos 11= Westgrat (direct, 30 juillet 1980), 12= Nordverschneidung 13= Voie Knez 14= Voie Ochsner-Brunner 15= Directissime idéale 16= Spit verdonesque édenté 17= Directissime Piola-Ghilini 18= Hiebeler-Gedächtnisweg 19= Voie slovène 20= Eigersanction 21= Gelber Engel 22= Löcherspiel
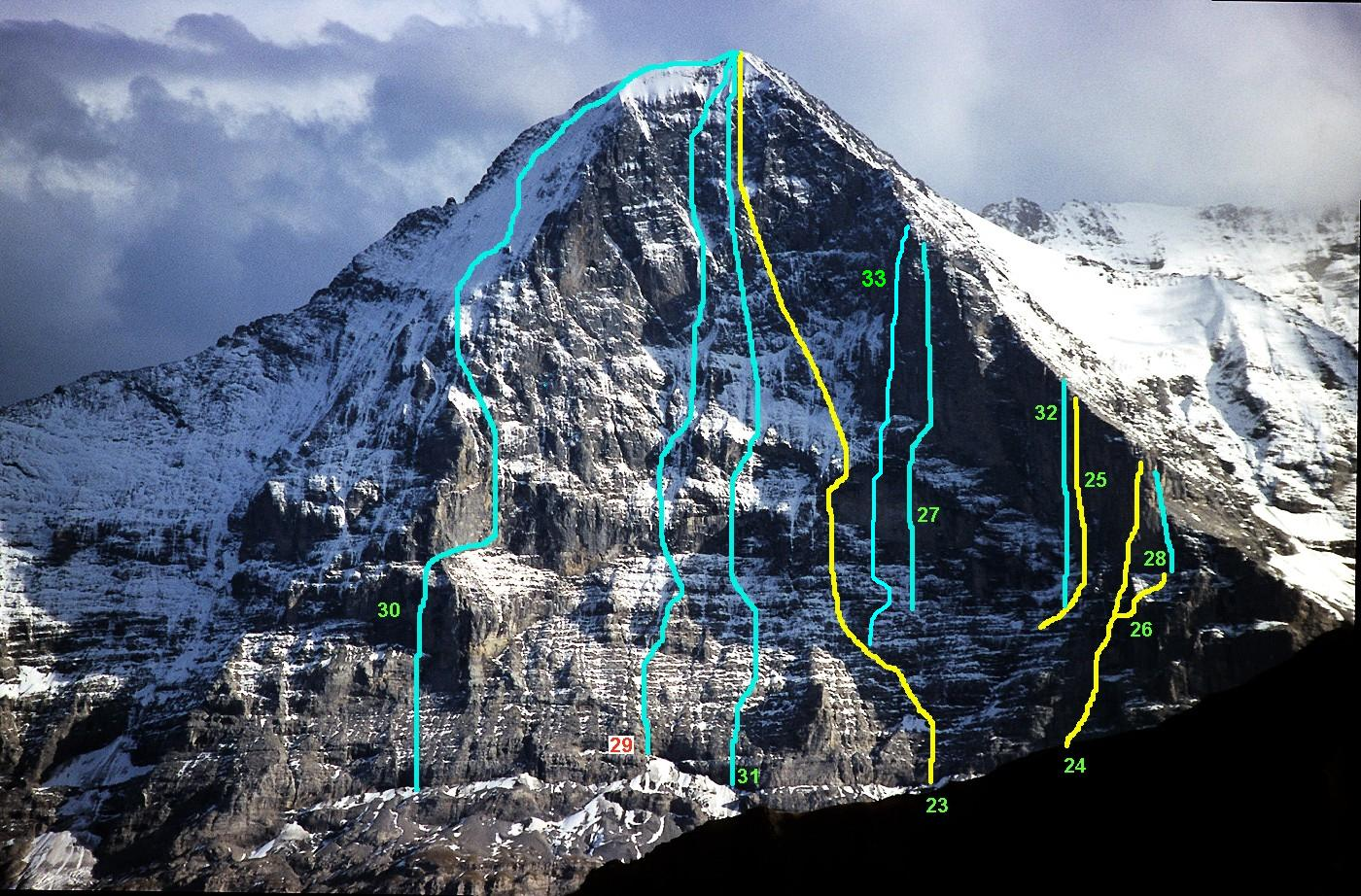
de 1991 à 2007 : 23= Métanoïa 24= Le Chant du Cygne 25= Yeti 26= Symphonie de liberté 27= La vida es silbar 28= Deep Blue Sea 29= The Young Spider 30= Griff ins Licht 31= Directissime russe 32= Magic Mushroom 33= Paciencia

- Directissime (voie Harlin) : mars 1966 par John Harlin (qui y meurt), Dougal Haston et Layton Kor ; première hivernale de cette voie en 1970 par une grosse équipe japonaise avec de nombreuses cordes fixes ; première hivernale solitaire le 16 janvier 1990 par Slavko Sveticic en s'aidant beaucoup des cordes fixes[6].

## Records de vitesse
Tous les records de vitesse ont été réalisés par la voie Heckmair classique.
| Année | Alpiniste            | Temps d'ascension | Commentaires                                  |
| ----- | -------------------- | ----------------- | --------------------------------------------- |
| 1963  | Michel Darbellay     | 2 jours           |                                               |
| 1981  | Ueli Bühler          | 8 h 30            |                                               |
| 1982  | Franček Knez         | 6 h               |                                               |
| 1983  | Thomas Bubendorfer   | 4 h 50            | (connaissait la voie)                         |
| 1983  | Reinhard Patscheider | 5 h               | à vue                                         |
| 2003  | Christoph Hainz      | 4 h 30            |                                               |
| 2007  | Ueli Steck           | 3 h 54            | en hiver                                      |
| 2008  | Ueli Steck           | 2 h 48            | en hiver                                      |
| 2011  | Dani Arnold          | 2 h 28.           | Traversée Hinterstoisser sur les cordes fixes |
| 2015  | Ueli Steck           | 2 h 23            | Voie Heckmair                                 |

| année | Alpinistes                        | temps d'ascension | Commentaires  |
| ----- | --------------------------------- | ----------------- | ------------- |
| 1938  | Anderl Heckmair Ludwig Vörg       | 3 jours           |               |
| 1947  | Hans Schlunegger Karl Schlunegger | 2 jours           |               |
| 1950  | Erich Waschak Leo Forstenlechner  | 18 h              |               |
| 1974  | Reinhold Messner Peter Habeler    | 10 h              |               |
| 2004  | Stephan Siegrist Ueli Steck       | 9 h               |               |
| 2008  | Simon Anthamatten Roger Schäli    | 6 h 50            | en hiver      |
| 2008  | Dani Arnold Stephan Ruoss         | 6 h 10            | en hiver      |
| 2010  | Ueli Steck Bruno Schläppi         | 5 h 03            |               |
| 2011  | Roger Schäli Simon Gietl          | 4 h 25            | en hiver      |
| 2015  | Ueli Steck Nicolas Hojac          | 3 h 46            | Voie Heckmair |

## Filmographie
- Duel au sommet
- La Sanction